# کهنگی عمدی

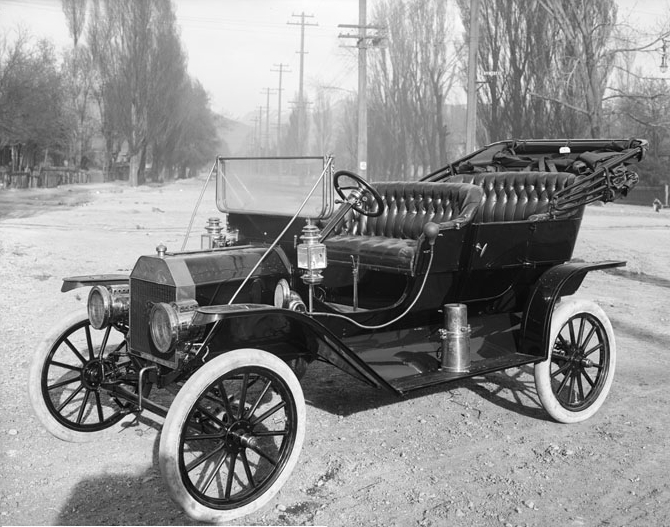
اتومبیل معروف فورد مدل تی هم محکم بود و هم با دوام و نیز قابل اعتماد، ولی چون سازندگان آن طی ١٩ سال تولید ممتد آن (١٩٠٨ تا ١٩٢٧) دست به تغییرات بسیار کمی در آن زدند، این خودرو نتوانست با محصولات جنرال موتورز رقابت کند، زیرا جنرال موتورز استراتژی خود را بر پایه تولید مداوم مدل‌های تازه‌تری بنا کرده بود که مدل‌های پیشین را از مد می انداختند. این یکی از نمونه‌های کهنگی تعمدی از راه طراحی و مد ِ مبتنی تبلیغات است.

در طراحی صنعتی، کهنگی عمدی که با نام‌های کهنگی تعمدی و کهنگی برنامه‌ریزی شده و کهنگی پیش‌ساخته نیز شناخته می‌شود، عبارت است از خط مشی برنامه‌ریزی یا طراحی فراورده‌ای با عمر مفید محدود تا آنکه پس از مدت معینی کهنه شود، یعنی از مد یا از کار بیفتد. کهنگی عمدی می‌تواند برای سازندگان سودمند باشد چرا که مصرف کنندگان وادار می‌شوند برای ادامه استفاده از فراورده مورد نظر باز آن را از همان سازنده (به شکل قطعات یدکی یا مدل تازه تر) یا از یکی از رقبایش بخرند که او نیز ممکن است همان مشی کهنگی عمدی را برگزیده باشد.
از دید یک صنعت، کهنگی عمدی انگیزه ایست برای افزایش تقاضا زیرا خریداران را تشویق می‌کند که اگر می‌خواهند فراورده مورد نظرشان همچنان کار کند زودتر به خرید مجدد آن اقدام ورزند. کهنگی عمدی در بسیاری از فراورده‌ها بکار گرفته می‌شود. ولی این سیاست ممکن است موجب واکنش مصرف کنندگانی شود که در می‌یابند سازنده‌ای برای کهنه شدن سریعتر فر آورده‌اش سرمایه‌گذاری کرده‌است. چنین مصرف کنندگانی ممکن است به سازنده‌ای روی آورند که (اگر وجود داشته باشد) بدیل بادوام تری را ارائه می‌دهد.
محاسبات کهنگی برنامه‌ریزی شده می‌تواند بر تصمیم گیری یک شرکت در مورد طراحی یک فراورده تأثیر گذارد. در نتیجه، شرکت مزبور ممکن است ارزانترین قطعاتی را بکار گیرد که با طول عمر برآورد شده فراورده مورد نظر مطابقت داشته باشد.

## همچنین رجوع شود به
- (1932)Bernard London: Ending the depression through planned obsolescence